# شبكة تليفزيون دريم
تليفزيون دريم (بالإنجليزية: Dream TV)، هي مجموعة قنوات فضائية مصرية انطلقت «قناة دريم» عام 2001 على القمر المصري نايل سات، وهي أقدم قناة مصرية فضائية خاصة، وهي قناة منوعة بين البرامج والمسلسلات والأفلام والأغاني، تتبع هذه القنوات شركة دريم للإعلام التي يرأس مجلس إدارتها رجل الأعمال المصري أحمد بهجت ضمن مجموعة شركات بهجت، وتم اغلاق القناة عام 2021.

## القنوات تابعة لتليفزيون دريم
دريم 1
هي قناة فنية ترفيهية منوعة تقدم برامج منوعات وبرامج المرأة وأخبار المجتمع والفن، بالإضافة إلى مجموعة من البرامج الرياضية المهتمة بجميع جوانب الرياضة في مصر وتم ضمها في رمضان 2014 لتكون دريم 2 +2 وتم إغلاقها لأسباب مالية في 22 يوليو 2015
دريم 2 والتي تحولت لـ دريم العامة والتي تقدم أحدث البرامج مع انطلاقات عديدة لها
دريم 3
هي قناة دينية أطلقتها شبكة قنوات دريم مع بداية شهر رمضان من عام 2013.
وتم إغلاقها
دريم 1 +
هي قناة جديدة أطلقتها شبكة قنوات دريم مع بداية شهر رمضان من عام 2013
و هي تعيد بث كل ما يذاع على قناة دريم 1 بعد مرور ساعة واحدة من عرضه
وتم إغلاقها
دريم 2 +
هي قناة جديدة أطلقتها شبكة قنوات دريم مع بداية شهر رمضان من عام 2013
و هي تعيد بث كل ما يذاع على قناة دريم 2 بعد مرور ساعتين من عرضه
وتم إغلاقها
دريم 2+2
وهي قناة مختصة لإذاعة ما يأتي على دريم 2.. وتم إغلاقها
دريم سبورت
وهي قناة رياضية. توقف بثها منتصف 2008، يذكر أن مديرها كان إيهاب صالح 
دريم HD
هي قناة تليفزيونية تبث بجودة عالية (HD) أطلقتها شبكة قنوات دريم لبث البرامج فائقة الجودة (HD)

## برامج تليفزيون دريم
وهي أصبحت قناة تقدم البرامج السياسية والاجتماعية والصحفية والمسلسلات العربية والأفلام المصرية يتم بثها على القمر الصناعي المصري نايل سات. يذكر إن إدارة تليفزيون دريم أصدرت أمراً بتغيير اسمها لتصبح دريم فقط  بدلاً من دريم 2 وإشتهرت دريم بتغيير اللوجو الخاص بها كل فترة وذلك لإطلاقها الكثير من البرامج أهم برامجها:
- نشرة أخبار دريم وهي أربع فترات إخبارية يومية بآخر الأخبار المحلية والعربية والدولية وفقرات كالرياضة والصحة وغيرها، تبدأ أولها بموجز في الثانية عشر ظهرا بتوقيت القاهرة تليها فترة إخبارية في الثانية بعد الظهر والرابعة عصرا هذا إضافة إلى موجز إخباري عند السابعة مساء بتوقيت القاهرة.
- برنامج العاشرة مساء تقديم وائل الإبراشي و كانت تقدمه الإعلامية منى الشاذلي وهو برنامج يومي يتحدث عن كل شيء وبالأخص السياسة وكواليس ما يدور في المشهد المصري
- برنامج حصة قراءة تقديم الدكتور خالد منتصر
- برنامج الموعظة الحسنة تقديم محمد سعيد
- برنامج الطبعة الأولى تقديم أحمد المسلماني وهو مختص بقراءة الصحف وما يدور في كواليس المشهد السياسي المصري والدولي
- برنامج الكورة في دريم تقديم خالد الغندور وهو برنامج رياضي إسبوعي
- برنامج النص الحلو وهو برنامج نسائي اجتماعي يناقش قضايا المرأة المصرية والعربية
- برنامج إتغير مع يمنى تقديم يمنى طولان
- برنامج اقرأ كتابك وهو برنامج لتحفيظ القرآن ويصور في أحد المساجد بـ القاهرة تقديم أحمد عامر
- برنامج كلام تاني مع رشا نبيل وهو برنامج حواري مجتمعي تقديم رشا نبيل
- برنامج صباح دريم وهو توك شو صباحي يومي تبدأ به القناة خريطتها اليومية من الساعة التاسعة صباحا قدمته بالتتابع الإعلامية دينا عبد الرحمن و الإعلامية جيهان منصور والإعلامية منه فاروق بالاشتراك الإعلامية مها موسى ثم قدمته الإعلامية قصواء الخلالي.
- برنامح حلم شعب في صورة رئيس تقديم على بيجامة
- برنامج بالألوان الطبيعية تقديم نادية حسني وهو برنامج فني يختص بأخبار الفن والنجوم
- برنامج أول الأسبوع تقديم نشأت الديهي وهو برنامج يختص بالأخبار العاليمة والصحف الدولية
- برنامج stand by تقديم أحمد صلاح هو برنامج فني يهتم بالأخبار الفنية العالمية